# Schronisko w Górze Smoleń Szóste
Schronisko w Górze Smoleń Szóste, Schronisko w Górze Smoleń VI – schronisko pomiędzy wsiami Smoleń i Złożeniec w województwie śląskim, w powiecie zawierciańskim, w gminie Pilica. Pod względem geograficznym jest to obszar Wyżyny Ryczowskiej, będącej częścią Wyżyny Częstochowskiej w obrębie Wyżyny Krakowsko-Częstochowskiej.

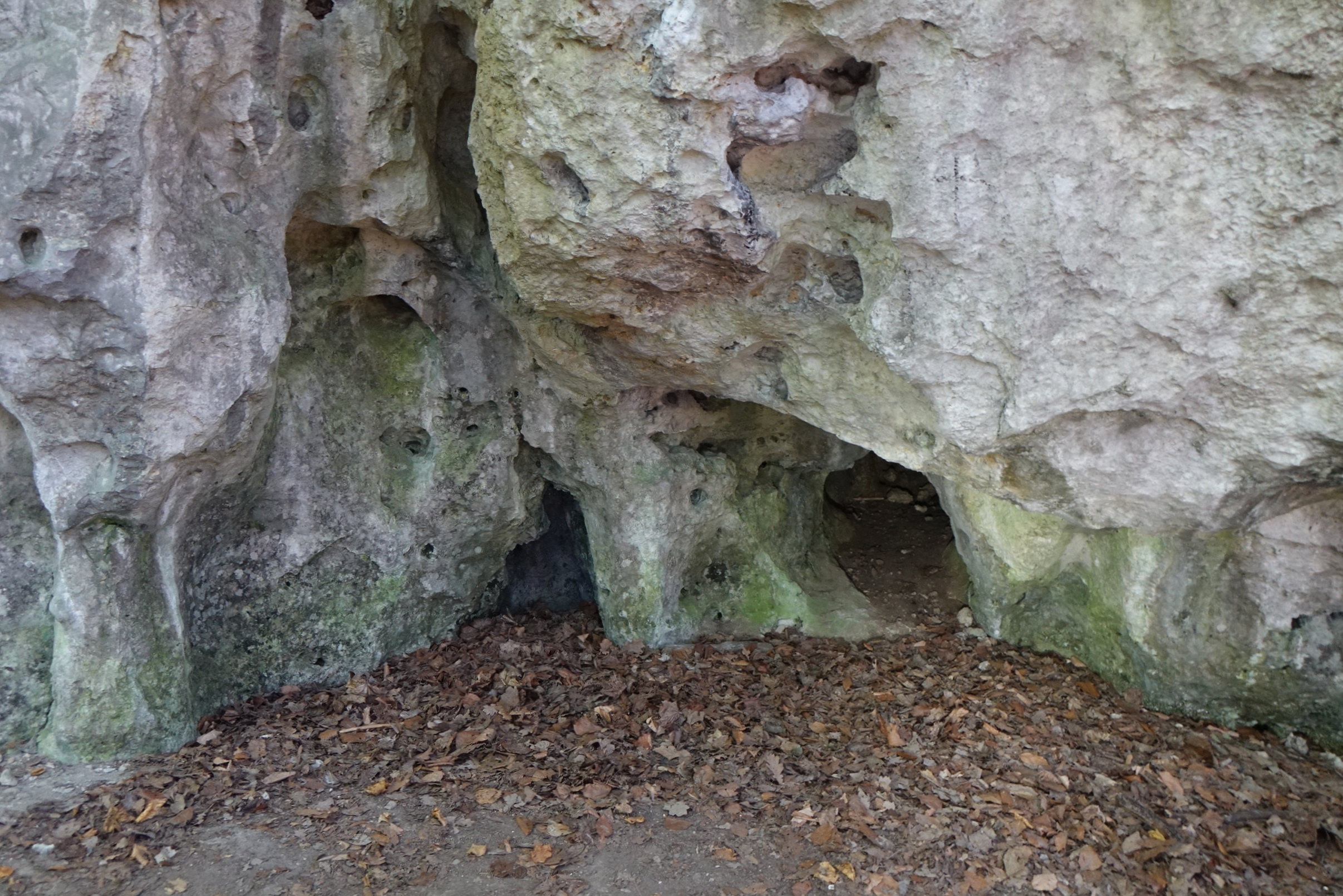
Wejście do schroniska

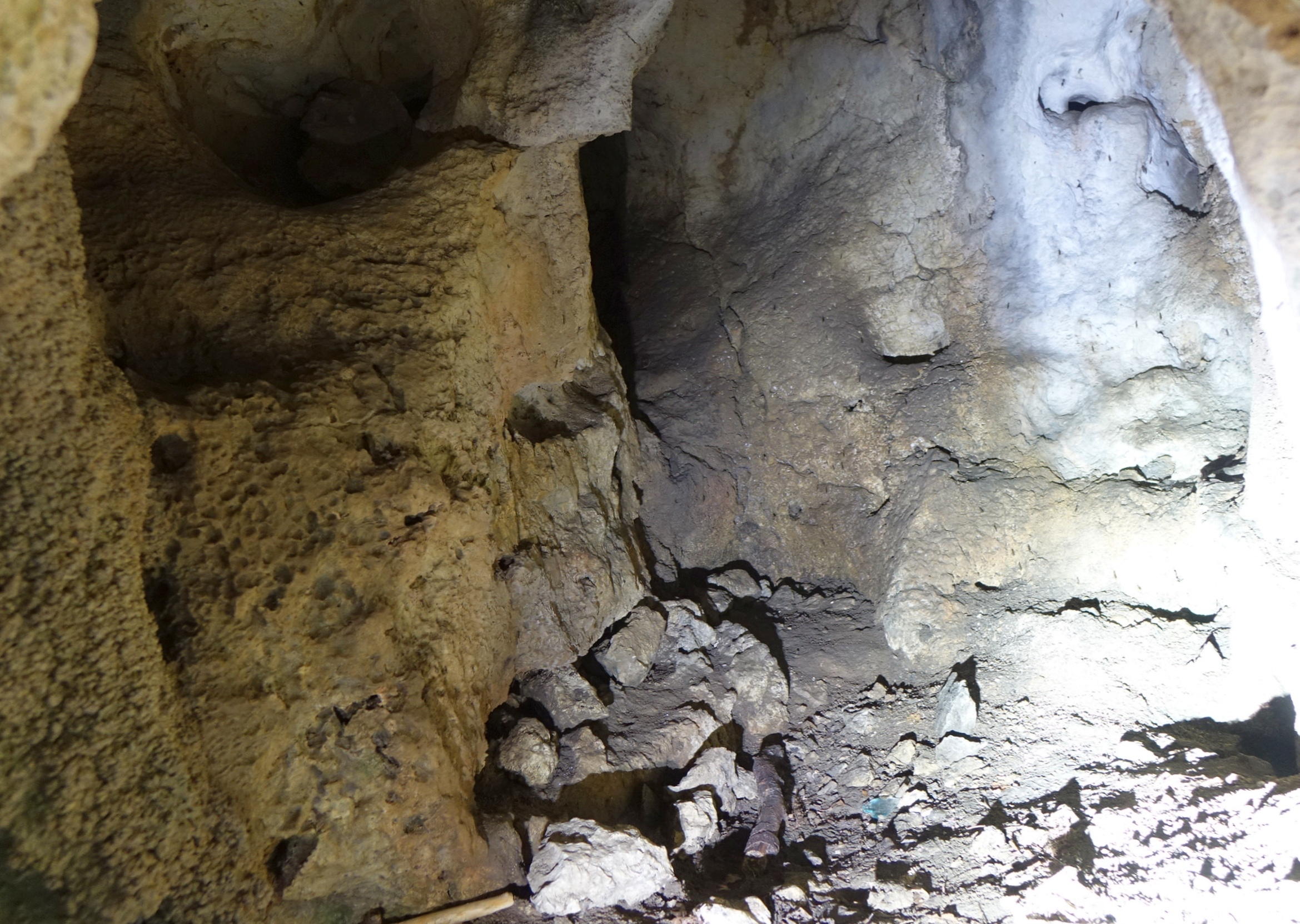
Salka i korytarzyk

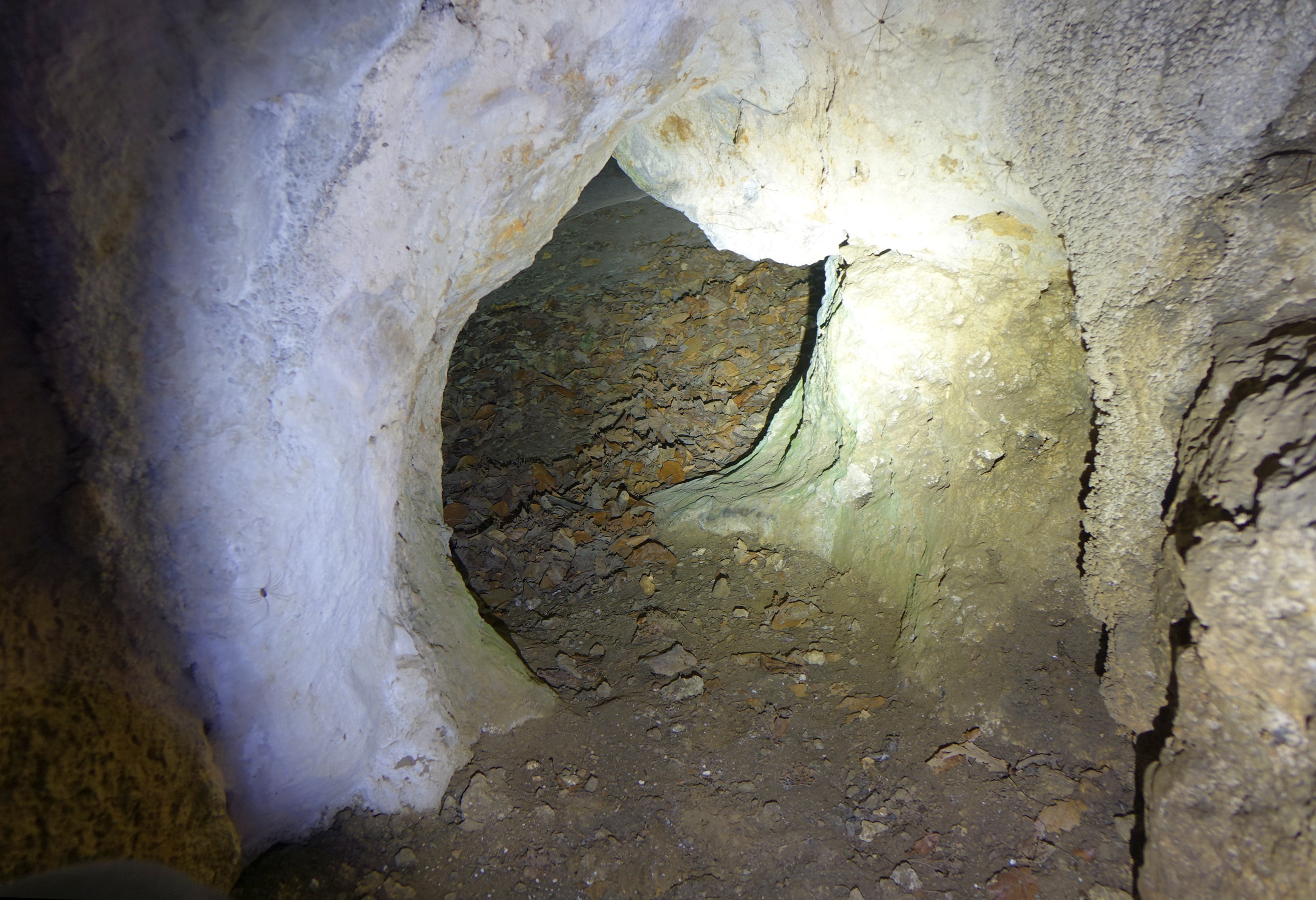
Widok z salki

## Opis obiektu
Schronisko znajduje się pod sporym okapem skały Salceson (na jej południowo-wschodnim końcu). Skała ta znajduje się w lesie, w tzw. Parku Jurajskim po lewej stronie drogi ze Smolenia do Złożeńca, w odległości około 150 m od drogi. Wejście do schroniska jest niskie, tuż nad ziemią. Tuż za wejściem znajduje się niewysoki kominek, a w głąb skały ciągnie się ciasny korytarzyk możliwy do przejścia na czworakach. Korytarzyk rozwidla się i w końcowej części przechodzi w niemożliwą do przejścia szczelinę.
Schronisko powstało w wapieniach z jury późnej. Ściany silnie skorodowane, brak nacieków. Namulisko gliniasto-próchniczne, dość cienkie. Schronisko jest poddane wpływom środowiska zewnętrznego i w całości ciemne. Brak roślin, zwierząt nie zaobserwowano.

## Historia eksploracji i dokumentacji
Wzmiankowali go A. Polonius, J. Sławiński i A. Tyc w 1993 roku. W dokumentacji wykonanej dla Zarządu Zespołu Jurajskich Parków Krajobrazowych woj. katowickiego oraz w dokumentacji z roku 2000 wykonanej na zlecenie Ministerstwa Środowiska ma nazwę Schronisko w Górze Smoleń X. W 2003 r. A. Polonius nadaje mu nową nazwę – Schronisko w Górze Smoleń VI.
W skale Salceson znajduje się jeszcze Schronisko w Górze Smoleń Drugie. Znajduje się w środkowej części jej północno-wschodniej ściany.